# 347e division d'infanterie
 (septembre 2014).
Si vous disposez d'ouvrages ou d'articles de référence ou si vous connaissez des sites web de qualité traitant du thème abordé ici, merci de compléter l'article en donnant les références utiles à sa vérifiabilité et en les liant à la section « Notes et références ».
La 347e division d'infanterie (en allemand : 347. Infanterie-Division ou 347. ID) est une des divisions d'infanterie de l'armée allemande (Wehrmacht) durant la Seconde Guerre mondiale.

## Historique
La 347e division d'infanterie est formée le 3 octobre 1942 à partir de personnel du Wehrkreis II.
Après sa formation, elle sert comme unité d'occupation, de sécurité et défense des zones côtières aux Pays-Bas au sein du LXXXVIII. Armeekorps dans le Heeresgruppe D. Elle est stationnée à IJmuiden.
En juillet 1944, elle est envoyée en Normandie, à Hirson, où elle subit de lourdes pertes lors de son retrait dans le nord de la France et de Belgique. La division doit être complétée.
En septembre 1944, elle est transférée sur la ligne Siegfried en Moselle et dans la Sarre de décembre 1944 à mai 1945. En début d'année 1945, elle combat à Sarrelouis.
Elle est détruite dans le secteur de Germersheim en mars 1945.
En mai 1945, l'état-major et les éléments rescapés de la 347e division d'infanterie forment la 347. Volksgrenadier-Division.

## Organisation

### Commandants
| Date                                | Grade           | Commandant       |
| ----------------------------------- | --------------- | ---------------- |
| 27 septembre 1942 - 11 octobre 1943 | Generalleutnant | Friedrich Bayer  |
| 11 octobre 1943 - 8 décembre 1943   | Generalleutnant | Karl Böttcher    |
| 8 décembre 1943 - ? mars 1945       | Generalleutnant | Wolf Trierenberg |
| ? mars 1945 - ? mars 1945           | Generalleutnant | Maximilian Siry  |
| ? mars 1945 - ? mai 1945            | Generalleutnant | Wolf Trierenberg |

### Officiers d'opérations (Generalstabsoffiziere (Ia))
| Date                                | Grade          | Commandant          |
| ----------------------------------- | -------------- | ------------------- |
| 1er octobre 1942 - 1er février 1944 | Oberstleutnant | Hans-Heinrich Kuban |
| 1er février 1944 - 25 février 1945  | Oberstleutnant | Wilhelm Schäfer     |
| 25 février 1945 - ? 1945            | Major          | Werner Conrad       |

## Théâtres d'opérations
- Pas-Bas : Septembre 1942 - septembre 1944
- Belgique, Ouest de l'Allemagne, Campagne de Lorraine et Sarre : Septembre 1944 - mai 1945

## Ordre de bataille
1942
- Festungs-Infanterie-Regiment 860
- Festungs-Infanterie-Regiment 861
- Radfahr-Abteilung 347
- Artillerie-Regiment 347
- Pionier-Bataillon 347
- Nachrichten-Abteilung 347
- Versorgungseinheiten 347

1945
- Grenadier-Regiment 860
- Grenadier-Regiment 861
- Grenadier-Regiment 880
- Füsilier-Bataillon 347
- Artillerie-Regiment 347
- Pionier-Bataillon 347
- Panzerjäger-Abteilung 347
- Nachrichten-Abteilung 347
- Nachschubführer 347
- Feldersatz-Bataillon 347
- Versorgungseinheiten 347

### Source
- (de) 347e division d'infanterie sur Lexikon der Wehrmacht